# Archytas caroniensis
Archytas caroniensis là một loài ruồi trong họ Tachinidae.